# René Hoppe
René Hoppe (* 9. Dezember 1976 in Oelsnitz/Vogtl.) ist ein ehemaliger deutscher Bobsportler und Sportsoldat in der Sportfördergruppe der Bundeswehr.
René Hoppe ist Sportsoldat und startet für den BSR Rennsteig Oberhof. Ab 2000 saß er in den Bobs, die von André Lange gesteuert wurden. Bei den Olympischen Winterspielen 2002 war er nicht dabei. Zu den Olympischen Winterspielen 2010 konnte er wegen einer alten Wadenverletzung ebenfalls nicht anreisen; für ihn rückte Alexander Rödiger in Langes Team nach.
Für seine sportlichen Erfolge erhielt er das Silberne Lorbeerblatt.
Heute arbeitet Hoppe als Trainer beim BSR Oberhof. Mit Wolfgang Hoppe ist er nicht verwandt.

## Erfolge
- Bei der Weltmeisterschaft 2000 in Altenberg gewann er Gold im Viererbob und Silber im Zweierbob.
- Bei der Weltmeisterschaft 2001 in St. Moritz gewann er Silber im Viererbob.
- Bei der Weltmeisterschaft 2003 in Lake Placid gewann er Gold im Viererbob.
- Bei der Weltmeisterschaft 2004 in Königssee gewann er Gold im Viererbob.
- Bei der Weltmeisterschaft 2005 in Calgary gewann er Gold im Viererbob.
- Bei den Olympischen Spielen 2006 in Turin gewann er Gold im Viererbob von Pilot André Lange.